# Michael Wolf (fotograf)
Michael Wolf (ur. 30 lipca 1954 w Monachium, Niemcy, zm. 24 kwietnia 2019 w Cheung Chau, Hongkong) – niemiecki fotograf. W swojej twórczości skupiał się na życiu wielkich miast. Fotografując wieżowce, Wolf kadrował je w ten sposób, by wyeliminować z fotografii perspektywę czy punkt odniesienia.

## Życiorys
Michael Wolf urodził się w Monachium. Następnie dorastał w Stanach Zjednoczonych i Kanadzie. Ukończył studia na Uniwersytecie Kalifornijskim. Do Europy wrócił, aby podjąć studia fotograficzne w Niemczech. W 1976 roku obronił dyplom z komunikacji wizualnej w Folkwang University of the Arts w Essen. Uczył się u znanego niemieckiego fotografa – Otto Steinerta. Duży wpływ na twórczość Wolfa mieli także fotografowie: Amerykanin John Gossage oraz Niemiec Michael Schmidt. W 1994 przeprowadził się do Hongkongu. Zmarł we śnie w swoim domu w Cheung Chau.

## Kariera
Pracował dla wielu czasopism takich jak: Time, Der Spiegel czy Stern. Dla magazynu Stern pracował w Azji ponad dekadę. Przygotowywany materiał dla Stern – „Chiny: fabryka świata” – stał się inspiracją pierwszego dużego projektu artystycznego.
Od 2001 roku Wolf skupił się na własnych projektach, często wydawanych w formie książkowej.
W 2004 roku, dzięki cyklowi wielkoformatowych zdjęć bloków mieszkalnych Architecture of Density, Wolf zdobył międzynarodowe uznanie. W 2005 i 2010 zdobył pierwsze miejsce w World Press Photo Awards. Natomiast 2011 rok, przyniósł mu w tym konkursie wyróżnienie.

### The Real Toy Story
Tworząc The Real Toy Story, Wolf skupował chińskie zabawki w sklepach z używanymi rzeczami oraz na pchlich targach Stanów Zjednoczonych. Zebrał ich ponad 20 tys. Następnie stworzył za pomocą nich instalację, obrazującą zarówno skalę masowej produkcji jak i zapotrzebowanie świata zachodniego na jednorazowe produkty.

### Architecture of density
Najbardziej znanym cyklem fotograficznym Wolfa, przedstawiającym fragmenty drapaczy chmur Hongkongu, jest Architecture of density. Wolf poświęcił go tysiącom ludzi skompresowanych na małej przestrzeni. Aby uwolnić zdjęcia z kontekstu, kadrował tak, by nie uchwycić nieba, horyzontu oraz ulicy. Uzyskiwał w ten sposób spłaszczoną betonową abstrakcję geometryczną.

### Bastard chairs
Cykl Bastard chairs przedstawił kolejny aspekt wielkomiejskiego życia w Azji – oszczędność. Wolf w sposób symboliczny wykorzystywał krzesła (przerabiane, łatane, wielokrotnie naprawiane). Dodatkowym aspektem, jaki fascynował fotografa, było piękno przedmiotów starych – posiadających własną patynę. Na zdjęciach nie uwiecznił ludzi, jednakże obecność człowieka jest zawsze namacalna.

### Real fake art
Real fake art poświęcił rozwijającemu się dynamicznie w Chinach rynkowi kopiowania dzieł sztuki. Podróbek eksportowanych przede wszystkim na Zachód. Zdjęcia przedstawiają kopistów ze swoimi pracami – podróbkami często trudnymi do odróżnienia od oryginału. Wolf w ten sposób zastanawiał się nad wartością sztuki w dobie masowej produkcji.

### Paris Street View
Paris Street View Wollf stworzył korzystając ze zdjęć Google View Google. Fotograf wyszukiwał interesujące go ujęcia na ulicach Paryża, a następnie ustawiał aparat na statywie przed monitorem i robił zdjęcia. Autor poruszał w ten sposób kwestie prywatności w mieście. Za cykl ten Wolf otrzymał wyróżnienie w World Press Photo. Wyróżnienie to, wzbudzało kontrowersje – czy cykl ten można nazwać fotoreportażem, skoro fotograf nie zrobił zdjęć samodzielnie bezpośrednio na ulicy.

## Cykle fotograficzne
- 1997-98 – Portraits made in China;
- 1998 – 2003 – Bastard chairs;
- 2003-09 – Hongkong – Architecture of density;
- 2003-05 – The Real Toy Story;
- 2005-07 – Copy Art / Real fake art;
- 2006 – 100x100;
- 2007-08 – Transparent City;
- 2009-10 – Paris Street View, Manhattan Street View;
- 2010 – Tokyo Compression[3][8][14][15][16].

## Wystawy indywidualne
- 2003 – Portraits of Chinese People, John Batten Gallery, Hong Kong;
- 2004 – The Real Toy Story, John Batten Gallery, Hong Kong;
- 2005 – Architecture of Density, Robert Koch Gallery, San Francisco;
- 2005 – Hongkong: front door / back door, Colette, Paryż;
- 2006 – Sitting in China, KAP Forum, Kolonia;
- 2006 – Architecture of Density, 1918 ArtSPACE, Shanghai;
- 2006 – Michael Wolf, Hasted Kraeutler, Nowy Jork;
- 2006 – Michael Wolf, Robert Koch Gallery, San Francisco;
- 2006 – Architektur der Dichte, laif, Kolonia;
- 2006 – Architecture of Density, 798 Photo Gallery, Beijing;
- 2006 – 100 x 100, Goethe-Gallery, Hong Kong;
- 2006 – The Real Toy Story, Museum der Arbeit, Hamburg;
- 2007 – Chinese Copy Art, Goethe-Gallery, Hong Kong;
- 2007 – China Projects, M97 Gallery, Shanghai;
- 2007 – Copy Art and 100 x 100, Robert Koch Gallery, San Francisco;
- 2008 – Cultural Heritage, Goethe-Gallery, Hong Kong;
- 2008 – Architecture of Density & Real Fake Pictures, Galerie Wouter van Leeuwen, Amsterdam;
- 2009 – The Transparent City, MoCP, Chicago;
- 2009 – The Transparent City, Robert Koch Gallery, San Francisco;
- 2009 – The Transparent City, Stephen Daiter Gallery, Chicago;
- 2009 – The Transparent City, Gallery Fifty One, Antwerpia;
- 2009 – The Transparent City, Galerie Wouter van Leeuwen, Amsterdam;
- 2009 – Architecture of Density & Transparent City, Elipsis Gallery, Stambuł;
- 2010 – Hong Kong Inside Outside, 25books, Berlin;
- 2010 – The Transparent City, Aperture Gallery, Nowy Jork;
- 2010 – Paris Street View, Goethe-Gallery, Hong Kong;
- 2010 – Life in cities, M97 Gallery, Shanghai;
- 2010 – Street View & Tokyo Compression, Galerie Wouter van Leeuwen, Amsterdam;
- 2010 – Tokyo Compression, 25books, Berlin;
- 2010 – Street view / Tokyo Compression, Gallery Fifty One, Antwerpia;
- 2011 – Tokyo Compression, Forum für Fotografie, Kolonia;
- 2011 – I'm Watching You, Elipsis Gallery, Stambuł;
- 2011 – Metropolis, Robert Koch Gallery, San Francisco;
- 2011 – Life in Cities, GunGallery, Sztokholm;
- 2011 – Real Fake Art / Tokyo Compression Revisited, 25books, Berlin;
- 2012 – Michael Wolf, Flowers, Londyn;
- 2012 – Life in Cities, Christophe Guye Galerie, Zurych;
- 2012 – Total City, IVAM Institut d'Art Modern, Walencja;
- 2012 – Street View Portraits, Galerie Wouter van Leeuwen, Amsterdam;
- 2012 – BOTTROP-EBEL 76, 25books, Berlin;
- 2013 – Architecture of Density / The Scout Shots & Small God, Big City, Galerie Wouter van Leeuwen, Amsterdam;
- 2013 – Small God Big City, 25books, Berlin;
- 2013 – INDUSTRIAL ARCHITECTURE, M97 Gallery, Shanghai;
- 2014 – The Real Toy Story, chi K11 art space, Shanghai;
- 2014 – HONG KONG TRILOGY FEAT. OLLIE, 25books, Berlin;
- 2014 – ARCHITECTURE OF DENSITY, Flowers Central, Londyn;
- 2014 – SMALL GOD, BIG CITY, M97 Gallery, Shanghai;
- 2014 – My Favourite Thing, Galerie Wouter van Leeuwen, Amsterdam;
- 2014 – Paris Abstract, Robert Koch Gallery, San Francisco;
- 2015 – Blind Walls & Night Trees, Galerie Wouter van Leeuwen, Amsterdam;
- 2015 – Paris Rooftops, M97 Gallery, Shanghai;
- 2015 – Tokyo Compression, Belfast Exposed Photography, Belfast;
- 2016 – Informal Arrangements, Flowers, Londyn;
- 2016 – Informal Solutions, Galerie Wouter van Leeuwen, Amsterdam;
- 2016 – Hong Kong – Informal solutions, Centre Photographique de Rouen, Rouen;
- 2016 – Hong Kong – Informal solutions, M97 Gallery, Shanghai;
- 2017 – Tokyo Compression, Blue Lotus Gallery, Hong Kong;
- 2017 – Tokyo Compression Final Cut / Hong Kong Coat Hangers, Galerie Wouter van Leeuwen, Amsterdam;
- 2017 – A Private Public, Centre for Chinese Contemporary Art, Manchester;
- 2017 – Tokyo Compression Final Cut, Flowers, Londyn;
- 2017 – WORKS, 25books, Berlin;
- 2018 – Life in Cities, Christophe Guye Galerie, Zurych;
- 2018 – Works, Galerie Wouter van Leeuwen, Amsterdam;
- 2018 – Life in Cities, Fotomuseum Den Haag, Haga;
- 2018 – Bottrop-Ebel, Flowers, Londyn;
- 2018 – Life in Cities, Palazzo Stelline, Mediolan;
- 2018 – Insidious, La Galerie Particulière, Paryż;
- 2018 – Michael Wolf, BAU-XI GALLERY, Toronto;
- 2018 – Architecture of Density & Tokyo Compression, AntwerpPhoto, Antwerpia;
- 2019 – Michael Wolf – Cheung Chau Sunrises, Bildband Berlin, Berlin;
- 2019 – LIFE IN CITIES, Haus der Photographie, Hamburg;
- 2019 – Cheung Chau Sunrises, Galerie Wouter van Leeuwen, Amsterdam;
- 2019 – Bottrop Ebel 76, Josef Albers Museum Quadrat Bottrop, Bottrop;
- 2019 – Life in Cities, Urania Berlin, Berlin;
- 2019 – Gallery Feature, BAU-XI GALLERY, Toronto;
- 2019 – METROPOLIS, Bruce Silverstein, Nowy Jork;
- 2020 – Life in cities, Robert Koch Gallery, San Francisco;
- 2021 – Bottrop Ebel, Forum für Fotografie, Kolonia[17].

## Kolekcje
Fotografie Wolfa znajdują się w wielu stałych kolekcjach, między innymi w:
- Metropolitan Museum of Art, Nowy Jork;
- Brooklyn Museum, Nowy Jork;
- San Jose Museum of Art, Kalifornia;
- Museum of Contemporary Photography, Chicago;
- Museum Folkwang, Essen;
- Deutsches Architekturmuseum, Frankfurt[4].

## Nagrody
- 2005 i 2010 – pierwsze miejsce w World Press Photo Awards;
- 2010 – zakwalifikował się na tzw. krótką listę Prix Pictet Photography Prize;
- 2011 – wyróżnienie w World Press Photo Awards[2][13].

## Publikacje
- China im wandel. Frederking & Thaler, 2001. ISBN 3-89405-455-7
- Sitting in china. Steidl, 2002. ISBN 3-88243-670-0
- Chinese propaganda posters. Taschen, 2003. ISBN 3-8365-0316-6
- Hong Kong Front Door Back Door. Thames & Hudson, 2005. ISBN 0-500-54304-6
- Pieces of china. Tampere Museum, 2007. ISBN 978-951-609-332-5
- The transparent city. NY Aperture/MOCP, 2008. ISBN 1-59711-076-0
- Hong Kong Inside Outside. Asia One Books/Peperoni, 2009. ISBN 978-3-941825-04-8
- A series of unfortunate events. Peperoni Books, 2010. ISBN 978-3-941825-10-9
- Tokyo Compression. Peperoni Books, 2010. ISBN 978-3-941825-08-6
- Prix pictet 2010 – Growth. Teneues Verlag, 2011. ISBN 978-3-8327-9454-5
- FY. Peperoni Books, 2011.ISBN 978-3-941825-19-2
- Hong Kong corner houses. Hong Kong University Press, 2011. ISBN 978-988-8028-72-6
- Real Fake Art. Peperoni Books, 2011. ISBN 978-3-941825-20-8
- Tokyo Compression Revisited. Peperoni Books, 2011. ISBN 978-3-941825-25-3
- Bottrop-Ebel 76. Peperoni Books, 2012.
- Hong Kong Trilogy. Peperoni Books, 2013. ISBN 978-3-941825-59-8
- Hong Kong Flora. Peperoni Books, 2014. ISBN 978-3-941825-62-8
- Hong Kong Informal Seating Arrangements. Peperoni Books, 2014. ISBN 978-3-941825-71-0
- Some More Hong Kong Seating Arrangements. Peperoni Books, 2015 ISBN 978-3-941825-77-2[18]